# Edward Łopatto
Edward Łopatto (ur. 18 marca lub 1 kwietnia 1891 w Dworzyszczach, zm. w kwietniu 1940 w Katyniu) – kapitan uzbrojenia Wojska Polskiego, ofiara zbrodni katyńskiej.

## Życiorys
Urodził się w rodzinie Jana i Zofii z Aleksandrowiczów. Ukończył szkołę średnią chemiczno-techniczną w Wilnie. Był żołnierzem armii Imperium Rosyjskiego, podczas I wojny światowej, w trakcie której przystąpił do I Korpusu Polskiego w Rosji jako młodszy oficer. U kresu wojny w listopadzie 1918 działał w Samoobronie Wileńskiej.
Po odzyskaniu przez Polskę niepodległości wstąpił do Wojska Polskiego, był podporucznikiem szwadronu zapasowego 13 pułku Ułanów Wileńskich w Nowej Wilejce. W jego szeregach brał udział w wojnie polsko-bolszewickiej. 17 stycznia 1921 został urlopowany celem ukończenia studiów politechnicznych. Został zweryfikowany w stopniu porucznika ze starszeństwem z dniem 1 czerwca 1919 roku w korpusie oficerów rezerwowych jazdy. Jako oficer rezerwy został zatrzymany w służbie czynnej. 
W 1924 ukończył studia na Wydziale Chemicznym Politechniki Warszawskiej. Przydzielony do Zbrojowni nr 4 w Warszawie. Od 1925 do 1928 pracował w Departamencie Warsztatów Amunicyjnych, następnie w III Departamencie Ministerstwa Spraw Wojskowych. 5 listopada 1928 roku ogłoszono jego przeniesienie służbowe z Departamentu Uzbrojenia MSWojsk do Warsztatów Amunicyjnych Nr 1 w Warszawie na stanowisko oficera warsztatowego. W dalszym ciągu był oficerem rezerwy powołanym do służby czynnej, przydzielonym ewidencyjnie do kadry oficerów kawalerii. 15 maja 1930 roku został przemianowany na oficera zawodowego w stopniu porucznika ze starszeństwem z dniem 1 lipca 1919 roku i 8. lokatą w korpusie oficerów uzbrojenia. 29 stycznia 1932 roku został awansowany na kapitana ze starszeństwem z dniem 1 stycznia 1932 roku i 5. lokatą w korpusu oficerów uzbrojenia. W 1934 został kierownikiem oddziału granatów w Warsztatach Amunicyjnych Nr 1. Od 1935 do 1939 był zatrudniony w Instytucie Technicznym Uzbrojenia. Był autorem kilku opatentowanych wynalazków, w tym zapalnika granatów ręcznych wz. 28 (m.in. zapalnik czasowy ostry do granatów ręcznych z 17 stycznia 1928, patent udzielony 4 grudnia 1929).
Po wybuchu II wojny światowej w okresie kampanii wrześniowej 4/5 września 1939 ewakuował się wraz z personelem ITU na wschód. Po agresji ZSRR na Polskę z 17 września 1939, został aresztowany przez Sowietów w rejonie Zdołbunowa. Był przetrzymywany w obozie w Kozielsku, skąd nadesłał do rodziny listy. Wiosną 1940 został przetransportowany do Katynia i prawdopodobnie 4 kwietnia rozstrzelany przez funkcjonariuszy Obwodowego Zarządu NKWD w Smoleńsku oraz pracowników NKWD przybyłych z Moskwy na mocy decyzji Biura Politycznego KC WKP(b) z 5 marca 1940. Został pochowany na terenie obecnego Polskiego Cmentarza Wojennego w Katyniu, gdzie w 1943 jego ciało zidentyfikowano podczas ekshumacji prowadzonych przez Niemców pod numerem 1996 (dosłownie określony jako Edward Łopato). Przy zwłokach Edwarda Łopatty zostały odnalezione część legitymacji oficerskiej, pismo Urzędu Skarbowego, karta szczepień, list.

### Życie prywatne
Jego żoną od 1927 była Anna z Jaworowskich (zm. 1978), z którą miał dwie córki - Elżbietę (ur. 11.07.1928 w Warszawie, zm. 22.05.2008 w Warszawie) i Teresę oraz syna Janusza (ur. 29.04.1934 w Warszawie, zm. 19.12.2017 w Warszawie). Rodzina zamieszkiwała w wybudowanej w latach 30. willi przy ówczesnej ulicy Podhalańskiej 13 w Warszawie (obecnie ulica Okrężna).

## Ordery i odznaczenia
- Srebrny Krzyż Zasługi (30 listopada 1929)[14]
- Medal Pamiątkowy za Wojnę 1918–1921
- Medal Dziesięciolecia Odzyskanej Niepodległości
- Medal Zwycięstwa (Médaille Interalliée)

## Upamiętnienie
5 października 2007 roku Minister Obrony Narodowej Aleksander Szczygło awansował go pośmiertnie do stopnia majora. Awans został ogłoszony 9 listopada 2007 roku w Warszawie, w trakcie uroczystości „Katyń Pamiętamy – Uczcijmy Pamięć Bohaterów”.
W ramach akcji „Katyń... pamiętamy” / „Katyń... Ocalić od zapomnienia” został zasadzony Dąb Pamięci, honorujący Edwarda Łopattę w Lurnea w stanie Nowa Południowa Walia (Australia). Analogicznie został tam upamiętniony ppor. dr hab. Tadeusz Zawodziński.